# 漢娜·瑞奇
漢娜·瑞奇（德語：Hanna Reitsch，1912年3月29日—1979年8月24日）是納粹德國女飛行員，出生於德意志帝國西里西亞省的希爾施貝格（今波蘭下西利西亞省耶萊尼亞古拉）。曾獲飛行員與偵查員聯合勳章與一級鐵十字勳章，也是唯一獲得後者的女性。

## 早年經歷
父親是眼科醫師、新教徒，母親是提洛貴族、天主教徒。瑞奇自己也志願當醫師，讀過柏林大學醫學院。從幼年開始即嚮往在天空中飛行，學生時期搭乘過滑翔機，著迷於在空中飛行的魅力；想過在北非做飛行駐診的工作，也把想法告知雙親，但遭到反對，經過協調，被要求先讀完中學的「家政學」課程，然後才可就讀滑翔學校，後來才如願。讀大學的同時也在Staaken學習開飛機，甚至主動學習維修。1932年實現了首次滑翔機的飛行，隔年放棄學醫，在Wolf Hirth的邀請下前往巴登-符騰堡邦加入滑翔機俱樂部。沃纳·冯·布劳恩也加入過此俱樂部。1937年，被國防軍空軍的斯塞新空軍學校錄取，成為該校第一位女性錄取者。並由恩斯特·烏德特空軍少將分配至試飛員單位。
瑞奇在滑翔機項目上創下不少世界紀錄。另外，除Ju 87俯衝轟炸機和Do 17轟炸機以外，還是首位Fw 61直升機的女性駕駛人。她的卓越飛行技術從1930年代後半至40年代初一直都是納粹的政治宣傳代表。

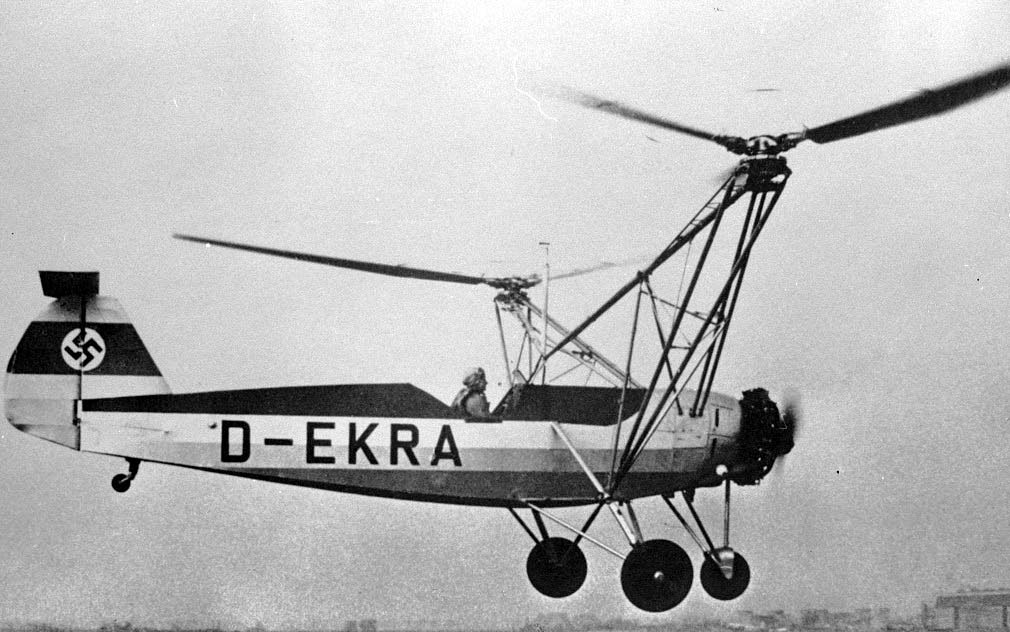
瑞奇駕駛的 Focke-Wulf Fw 61 V2

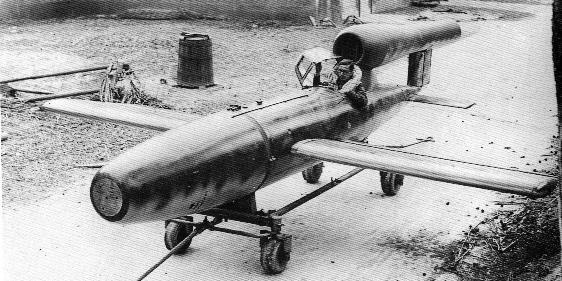
Fi-103R

1938年，在柏林汽車展覽會的展場德意志會館，做了一次以世界第一架實用直升機－Focke-Wulf Fw61為主題的室內展示飛行。只是當時的觀眾不懂直升機在科技上的意義，評價不高，倒是不久後因此由空軍授予軍事飛行勳章。
這項表演預定的是與男飛行員同時做展示飛行，但男飛行員開直升機只敢爬升到4公尺高，瑞奇反而敢於一次爬升到100公尺，因此展示飛行由瑞奇一人演出。

## 二次大戰期間經歷

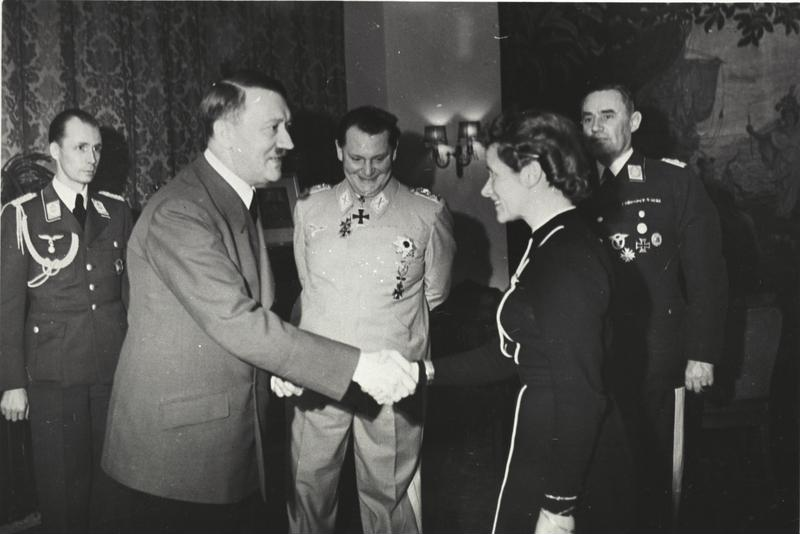
1941年3月由希特勒授予二級鐵十字勳章

1939年，瑞奇從事試飛噴射動力Me 262戰鬥機和火箭動力Me 163戰鬥機的工作。在Me 163的第五次試飛時發生事故受了重傷，意識不清，在醫院住了5個月。1941年3月27日，由帝國元帥赫爾曼·戈林授予黃金打造的飛行員與偵查員聯合勳章。領章時，瑞奇矮小的身高（155cm）讓戈林感到不可思議，頒給時很誇張的張開雙手。瑞奇很惱怒，但她自己也作了這個誇張手勢領章。28日，由元首阿道夫·希特勒授予二級鐵十字勳章，成為德國有史以來少數獲頒二級鐵十字勳章的女性。
瑞奇不只是希特勒寵信的飛行員，不久後也與空軍將領羅伯特·馮·格萊姆親近。
1944年2月28日，成為德國有史以來唯一獲頒一級鐵十字勳章的女性。
1943年至1944年3月，瑞奇參加與日本特殊攻擊機櫻花類似的Fi-103R Reichenberg（V-1飛彈的有人樣式）自殺武器的試作。「自殺攻擊」係含瑞奇在內的開發小組提出的試驗方案，奧托·斯科爾茲內親衛隊中校也提議援助。4月，如瑞奇等人的願望，希特勒提倡成立第200轟炸機連隊第5飛行中隊（Leonidas飛行中隊）。瑞奇自己從計劃初期開始就是自殺攻擊的志願成員之一，然而自殺攻擊隊的構想終究沒有實現。從此以後，因為瑞奇的非凡飛行技能，幾乎沒有實際參加戰役。
1945年4月26日，瑞奇搭乘由格萊姆自行駕駛的偵查機Fi-156前往被紅軍包圍的柏林，在紅軍猛烈砲擊當中，飛機被從裝甲車發射的砲彈擊中；格萊姆意識不清，飛機漏油，瑞奇接手操控，終於到達柏林市區上空。飛機在勃蘭登堡門附近蒂尔加滕由親衛隊中將汉斯·鲍尔設置的滑行道迫降。她背著昏迷的格萊姆走進布蘭登堡門，隨即被德軍救起並送往元首地堡。
在柏林被攻陷前，瑞奇和格萊姆在地堡住了3天，希特勒發給兩人具致死量的毒藥，兩人唯唯諾諾收下。當時瑞奇也受了瑪格達·戈培爾之託帶走她寫給前夫兒子的信。28日，希特勒命令格萊姆離開柏林逮捕企圖向盟軍和談的希姆萊。此時由瑞奇駕駛Ar 96教練機與格萊姆成功飛離柏林。從蒂爾加滕區北側接近的紅軍唯恐是希特勒逃走，集中火力砲擊，但未擊中。
柏林被攻陷後不久，瑞奇和格萊姆被美軍逮捕，以重要罪犯身分被情報軍官偵訊和調查。為了問出希特勒躲藏的地點，他們有時在別墅受到客氣的對待，但也曾在監獄被以棍棒毆打。當被問到被命令離開元首地堡當時的心境時，她與格萊姆都回答後悔沒死在地堡，瑞奇還表示想在地堡前祈禱。其後，1945年5月24日格萊姆服毒自殺，而瑞奇拘留了15個月後被釋放。在「德國人驅逐」之前，在家鄉希爾施貝格的父母、姊妹及其子全家都已經自殺。

## 戰後

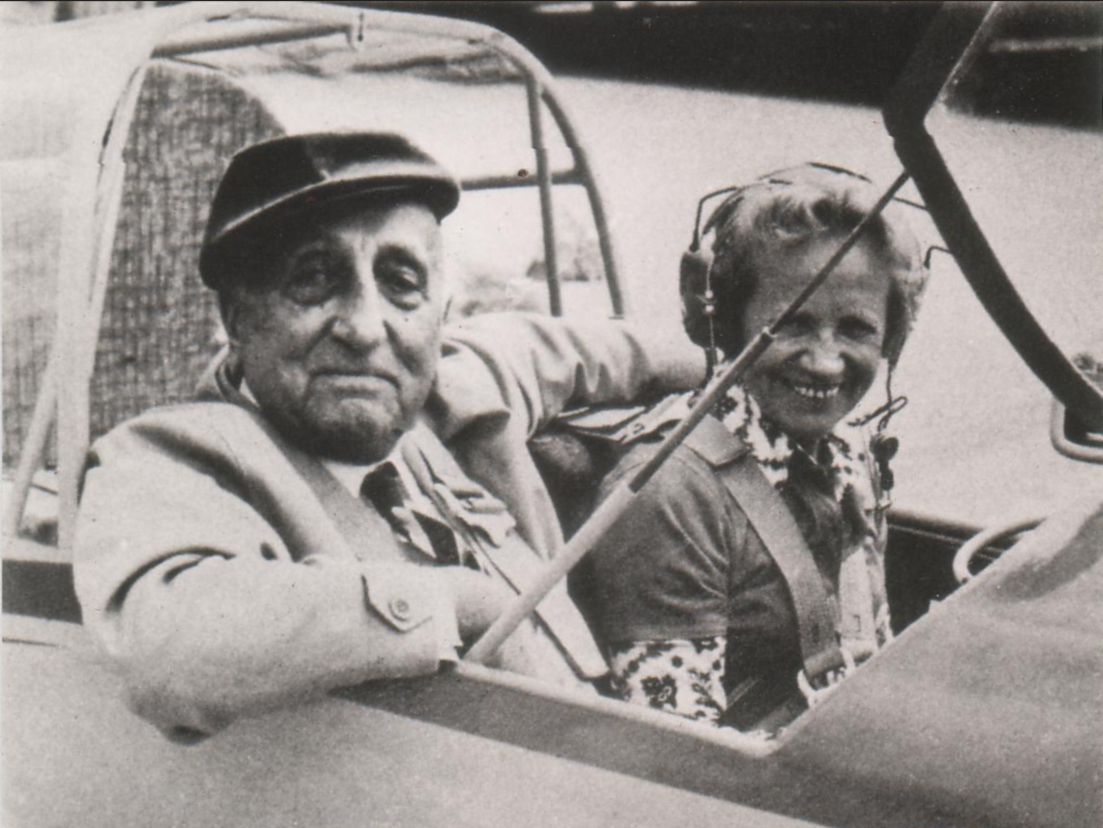
1968年。左為Karl Ritter (Regisseur)導演

戰後德國人被禁止駕駛飛機，但不久後獲准駕駛滑翔機，瑞奇在西班牙滑空大會奪得第三名，持續刷新含女性高度飛行紀錄（6848m）在內的世界紀錄。1959年，應尼赫魯總理邀往印度，1961年，應甘迺迪總統邀往美國，1962-1969年間也居住在創立了黑人首間飛行學校的加納。
另外，在1970年代，包含在阿帕拉契山脈的715km（1976年）、802km（1979年）飛行紀錄在內，刷新了滑翔項目的女性世界紀錄，也在第一屆世界直升機大會奪得女性項目的第一名。
同年代間接受美國的攝影記者訪談，提到二戰中痛恨的事，她表示不以當時對國家社會主義（納粹）的傾心為恥，還一直戴著希特勒授予的鐵十字勳章。
瑞奇1979年因心肌梗塞猝死，享壽67歲。終生未婚。

## 外部連結
- Hitler's Heroes: Hanna Reitsch (video) （页面存档备份，存于）
- 希特勒的女試飛員 漢娜芮琪不平凡的一生（前篇）